# Salvador Salazar Arrué
Pour les articles homonymes, voir Arrue.
Salvador Salazar Arrué, mieux connu sous le pseudonyme de Salarrué, (Sonsonate, 22 octobre 1899 - 27 novembre 1975) est un écrivain, peintre et diplomate originaire du Salvador.

## Biographie
Il est le fils de don Joaquín Salazar Angulo et Maria Teresa Ardué. Il descend par sa mère d'une famille basque et est le cousin du caricaturiste Toño Salazar. Ses parents se séparent durant son enfance et  il grandit avec sa mère. Il quitte Sonsonate à l'âge de huit ans pour aller vivre entre Santa Tecla et San Salvador. Il étudie au Lycée Salvadorien, institut privé élitiste puis à l'Institut Nationale, établissement public prestigieux avant de suivre des cours à l'Académie de Commerce sans obtenir de diplôme.
Dès ses dix ans, ses compositions sont publiées dans le Diario del Salvador dirigé par un amie de sa famille maternelle. En 1916, il est d'abord inscrit dans un établissement jésuites des environs de Baltimore mais grâce à l'aide de l'ambassadeur du Salvador aux États-Unis, il obtient une place dans un établissement moins austère à Danville. Il s'inscrit ensuite à la Corcoran School of Arts où il reste jusqu'en 1919. Il expose alors à Washington au sein de la Hisada's Galleries avant de rentrer au Salvador en 1919.
En 1923, il se marie avec Zélie Lardé. Le couple a trois filles : Maya, Olga et Aída. Pour subvenir aux besoins de la famille, Salarrué travaille pour la Croix Rouge.
Salarrué publie ses premiers écrits en 1927 à partir d'une spiritualité ésothérique. On retrouve dans ses œuvres littéraires les portraits des paysans et de la classe moyenne du Salvador, il démontre la diversité culturelle et ethnique de son pays dans ses œuvres usant notamment d'un certain folklore et d'un vocabulaire indigène pour trouver un point de rencontre entre les cultures européennes et américaines. Souvent relié au costumbrismo, et à l'indigénisme, Salarrué traite aussi du récit d'aventure et de la littérature fantastique.
Entre 1946 et 1958, il travaille à l'ambassade des États-Unis à New York comme attaché culturel.

## Œuvres
- El Cristo Negro (1927)
- El Señor de la Burbuja (1927)
- O Yarkandal (1929)
- Remotando el Uluán (1932)
- Cuentos de Barro (1933)
- Conjeturas en la Penumbra (1934)
- Eso y Más (1940)
- Cuentos de Cipotes (1945).
- Trasmallo (1954)
- La Espada y Otras Narraciones (1960)
- Vilanos (1969)
- El Libro Desnudo (1969)
- Ingrimo (1969)
- La Sombra y Otros Motivos Literiarios (1969)
- La Sed de Sling Bader (1971)
- Catleya Luna (1974)
- Mundo Nomasito (Poesía -1975)